# Melchior Abraham von Dyhrn
Melchior Abraham Freiherr von Dyhrn (geb. 9. September 1715 in Herzogswaldau; gest. 9. Juni 1793 ebenda) war ein preußischer Landrat.

## Leben

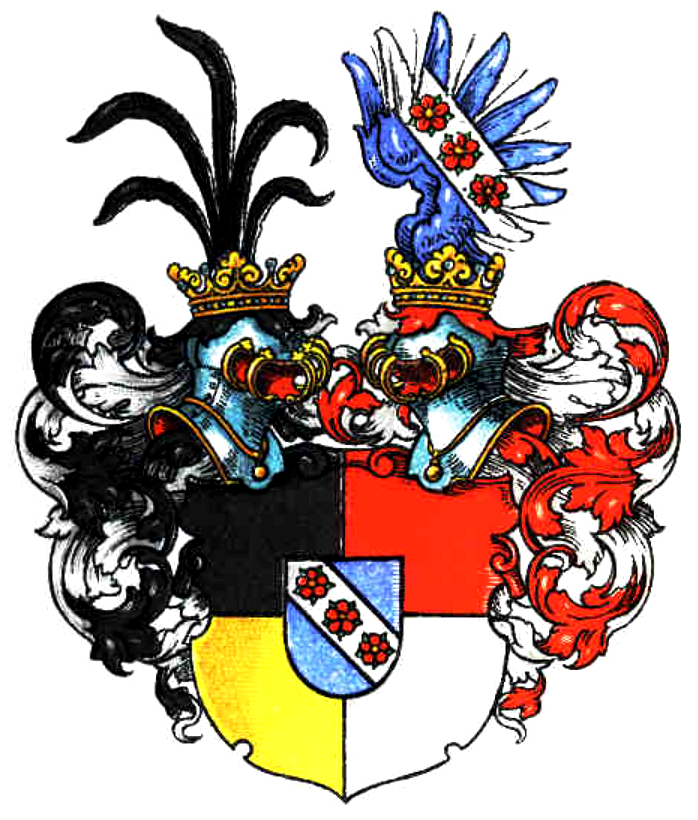
Wappen der Freiherren von Dyhern

Melchior Abraham Freiherr von Dyhrn war Angehöriger des alten preußisch-schlesischen Adelsgeschlechts von Dyhrn. Er war der Sohn des Melchior Friedrich Freiherr von Dyhrn († 1720 oder 1724), Erbherr auf Langhermsdorf, und dessen Ehefrau Anna Helene, geb. von Nimptsch. Von 1733 bis 1734 besuchte er zunächst die Brandenburger Ritterakademie, bevor er sich 1735 an der Universität Marburg immatrikulierte. Nach dem Studium wurde er zum Kreisdeputierten gewählt. 1765 wurde er in der Nachfolge von Johann Friedrich von Haugwitz zum neuen Landrat des Kreises Freystadt in Niederschlesien ernannt. Das Amt übte er bis 1793 aus, sein Nachfolger wurde Carl Gottlob Moritz Gottfried von Pfoertner.

## Persönliches
Melchior Abraham Freiherr von Dyhrn war Erbherr auf Ober-, Mittel- und Nieder-Herzogswaldau und Hänchen. 

## Familie
Melchior Abraham Freiherr von Dyhrn war mit Johanna Henriette Charlotte (1724–1799), geb. von Czettritz und Neuhauss verheiratet. Der erste Sohn Ernst Carl Friedrich (1748–1823) wurde 1782 Leutnant im Regiment von Wulffen. Der zweite Sohn Melchior Gotthardt (1753–1813) diente im Dragoner-Regiment von Alvensleben, stieg bis zum Rang eines Hauptmanns auf und wurde später Landrat.